# Copa Audi de 2015
O Audi Cup 2015 foi a quarta edição da Copa Audi, ocorreu entre 04 e 05 de agosto de 2015. O local dos jogos foi o Allianz Arena , em Munique, Alemanha. Nesta edição o Tottenham e o Real Madrid pela primeira vez disputaram a competição.

## Participantes
- Bayern de Munique[1]
- Real Madrid[1]
- Milan[2]
- Tottenham Hotspur[2]

## Regulamento
O torneio foi disputado em dois dias 4 de agosto e 5 de agosto de 2015. No primeiro dia, foi disputada as semifinais, e no segundo dia a decisão do terceiro lugar e a final.

## Esquema
Todos os jogos seguem o fuso horário do Brasil (UTC-03:00).
|  | Semifinais 04 de agosto | Semifinais 04 de agosto |   |           | Final 05 de agosto | Final 05 de agosto |  |
|  |                         |                         |   |           |                    |                    |  |
|  |                         |                         |   |           |                    |                    |  |
|  | Real Madrid             | 2                       |   |           |                    |                    |  |
|  | Tottenham               | 0                       |   |           |                    |                    |  |
|  |                         |                         |   |           |                    |                    |  |
|  |                         |                         |   |           |                    |                    |  |
|  |                         |                         |   |           | Real Madrid        | 0                  |  |
|  |                         | Bayern                  | 1 |           |                    |                    |  |
|  |                         |                         |   |           |                    |                    |  |
|  |                         |                         |   |           |                    |                    |  |
|  |                         |                         |   |           | Terceiro lugar     |                    |  |
|  |                         |                         |   |           |                    |                    |  |
|  | Bayern                  | 3                       |   | Tottenham | 2                  |                    |  |
|  | Milan                   | 0                       |   |           | Milan              | 0                  |  |

## Jogos
Todas as partidas seguem o fuso horário de verão da Alemanha (UTC+2).
Semi-finais
| 4 de agosto | Real Madrid              | 2 – 0     | Tottenham | Allianz Arena, Munique                   |
| 13:15       | Rodríguez 36' · Bale 79' | Relatório |           | Público: 71 000 Árbitro: GER Gunter Perl |

| 4 de agosto | Bayern de Munique                        | 3 – 0     | Milan | Allianz Arena, Munique                    |
| 15:45       | Bernat 23' · Götze 74' · Lewandowski 85' | Relatório |       | Público: 71 000 Árbitro: GER Peter Sippel |

Decisão do 3° lugar
| 5 de agosto | Tottenham               | 2 – 0     | Milan | Allianz Arena, Munique                       |
| 13:15       | Chadli 8' · Carroll 71' | Relatório |       | Público: 70 000 Árbitro: GER Robert Hartmann |

Final
| 5 de agosto | Bayern de Munique | 1 – 0     | Real Madrid | Allianz Arena, Munique                   |
| 15:45       | Lewandowski 88'   | Relatório |             | Público: 70 000 Árbitro: GER Felix Brych |

## Transmissão
Brasil: SporTV.

## Premiação
| Copa Audi de 2015          |
| Alemanha                   |
| -------------------------- |
| BAYERN Campeão (3º título) |